# The Decline of Western Civilization Part III
The Decline of Western Civilization III es un documental estadounidense de 1998 dirigido por Penelope Spheeris, enfocado en la vida de adolescentes punk sin hogar en Los Ángeles. Es la tercera película de la trilogía de Spheeris sobre esta ciudad: The Decline of Western Civilization (1981) se enfocó sobre la escena punk rock a inicios de 1980, y su segundo documental, The Decline of Western Civilization Part II: The Metal Years (1988), abarcó el movimiento heavy metal de Los Ángeles de 1986-1988. Las películas cuentan con entrevistas a músicos de estos géneros musicales y a sus admiradores.
En entrevistas posteriores a su estreno, Spheeris compartió que la película tuvo un profundo impacto en ella. Empezó una relación con un hombre que conoció durante el rodaje, se inscribió para ser madre adoptiva y, con el tiempo, crio a cinco niños.  

## Argumento
Los créditos iniciales indicaron que la película se rodó entre julio de 1996 y agosto de 1997 en Los Ángeles, y está dedicada a «Squid, Stephen Chambers y todos los gutterpunks (punks de alcantarilla) que sobreviven».
El documental se enfoca en los punks de alcantarilla, quienes toman el mensaje antisistema con absoluta seriedad y se excluyen por completo de la sociedad. Spheeris habla con adolescentes sin hogar que viven en la calle o que ocupan edificios abandonados de Los Ángeles, con nombres como "Why-Me?", "Hamburger", "Troll", "Eyeball", "Squid", entre otros. También entrevista a un agente del Departamento de Policía de Los Ángeles y a un joven con parálisis que vive de la pensión por discapacidad. La película muestra un lugar conmemorativo cerca del lugar donde Stephen Chambers, un okupa local, murió en un incendio, y termina compartiendo el destino de dos de los entrevistados: "Squid" murió el 19 de julio de 1997 a causa de múltiples puñaladas mientras que su amigo "Spoon" estaba en la cárcel del condado de Los Ángeles en espera de juicio por su asesinato. El documental cierra con una leyenda que indica que todo lo recaudado por la película sería donado a asociaciones enfocadas en atender las necesidades de personas sin hogar y a niños que sufren abuso doméstico.
Entre los músicos entrevistados están Keith Morris, de Black Flag y Circle Jerks, Rick Wilder de The Mau-Mau's y Flea, de Fear y Red Hot Chili Peppers. Morris participó previamente en la primera película, The Decline of Western Civilization. Se filmaron las interpretaciones de cuatro bandas: Final Conflict, Litmus Green, Naked Aggression y The Resistance.

## Recepción y distribución
La película se estrenó en el Festival de Cine de Sundance de 1998, y se proyectó en el Festival de Cine Underground de Chicago, donde recibió un premio del jurado. El documental no tuvo estreno formal y se lanzó en formato físico hasta 2015, en una caja de colección con la trilogía completa en DVD y Blu-ray.  Según una artículo de Laura Snapes, de Pitchfork, "había poca demanda para ver una película tan deprimente, y las pocas ofertas de distribución que recibió la obligaban a ceder los derechos de las dos primeras películas, lo que se negó a hacer". 
En el sitio web Rotten Tomatoes, The Decline of Western Civilization Part III tiene un índice de aprobación del 100% basado en 11 reseñas. En su reseña para el sitio True Myth Media, Seth Steele declara que esta es la película más difícil de ver de la trilogía, debido a que no tiene nada de brillo ni glamur de la escena punk, y que, aunque no es fácil de ver ni divertida como las películas anteriores, es aún más importante al tener una visión devastadora del estilo de vida de quienes tienen poca esperanza de escapar su realidad.